# Testamentul lui Petru cel Mare
Testamentul lui Petru cel Mare este un fals politic care se presupune a fi testamentul lui Petru I al Rusiei. Se presupunea că acest testament este un plan de subjugare a Europei. Timp de mulți ani a influențat atitudinile politice din Marea Britanie și Franța față de Imperiul Rus.
Contrafăcut la începutul secolului al XIX-lea, a reapărut în timpul Războiului Crimeei (1853 - 1856), în timpul Războiului ruso-turc din 1877-1878, în timpul Primului Război Mondial și în perioadele imediat următoare celui de-al Doilea Război Mondial.
Cu toate că au existat îndoieli cu privire la autenticitatea sa încă de la apariția textului, iar în 1870 documentul a fost dovedit ca o falsificare, Napoleon Bonaparte și Adolf Hitler, printre alții, au făcut referire la acest text în propaganda lor în timpul sau în așteptarea campaniilor lor împotriva Rusiei și a Uniunii Sovietice.

## Istorie
În 1812 Charles-Louis Lesur⁠(fr)[traduceți] a scris, la ordinul lui Napoleon I, memoriul Des Progres de la puissance russe depuis son origine jusqu au commencement due XIX eiecle („Progresul puterii rusești, de la originea sa până la începutul secolului al XIX-lea”), în care a fost inserat un rezumat al presupusului testament. Memoriul intenționa să justifice planurile de război ale lui Napoleon împotriva Rusiei.
Walter K. Kelly în Istoria Rusiei (History of Russia, 1854) citează Testamentul în Memoires du Chevalier d'Eon de Frederic Gaillardet (1836). Gaillardet a susținut că acest document a fost furat din Rusia de către Charles de Beaumont. În timp ce pune la îndoială autenticitatea sa, Kelly a comentat că documentul reflectă în mod corect politica Rusiei din ultimii 100 de ani. Același lucru a fost remarcat și de istoricul rus Serghei Șubinski, care a comentat că primele 11 puncte ale Testamentului sunt o recapitulare corectă a politicii externe ruse de la moartea lui Petru cel Mare (1725) până în 1812.

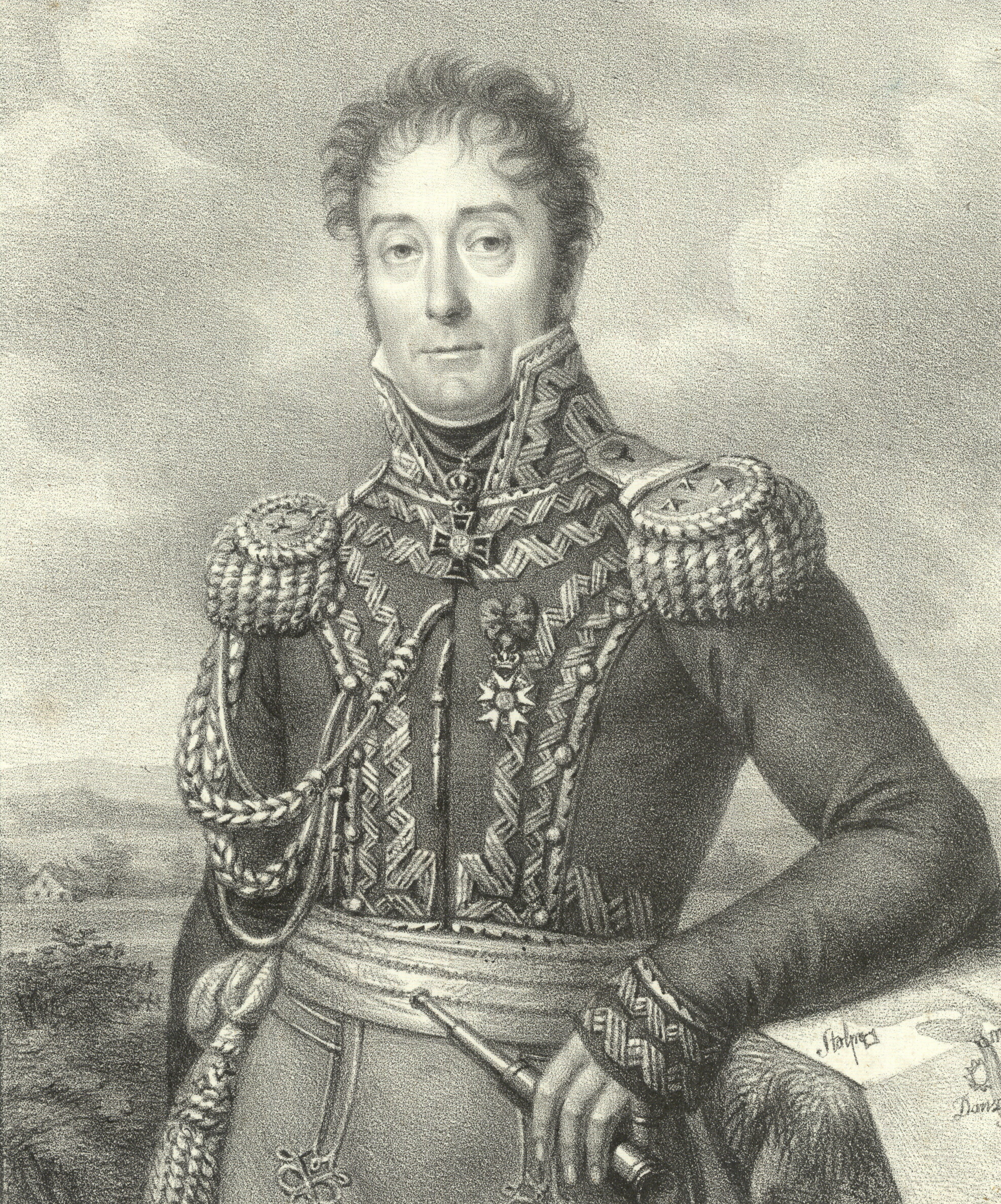
Michał Sokolnicki

În 1912 istoricul polonez Michał Sokolnicki a găsit în arhivele Ministerului Afacerilor Externe francez un memorandum din 1797 Apercu sur la Russie al strămoșului său, generalul Michał Sokolnicki și a scris un articol de gazetă „Le Testament de Pierre le Grand: Origines d'un pretendu document historiqe”. Generalul Sokolnicki a afirmat că a dat peste un plan al lui Petru I de a subjuga Europa în arhivele rusești și a memorat punctele sale principale. Aceste puncte au o asemănare remarcabilă cu cele prezentate de Lesur, astfel încât este foarte posibil ca Lesur să le fi împrumutat de la Sokolnicki. Istoricul Sokolnicki susține, de asemenea, că strămoșul său nu a inventat el singur Testamentul, dar s-a inspirat mai mult dintr-o tradiție poloneză existentă.

## În ficțiune
În romanul britanic din 1982 de ficțiune speculativă de istorie alternativă The Third World War: The Untold Story (cu sensul de Al Treilea Război Mondial: povestea nespusă) Sir John Hackett descrie un al treilea război mondial fictiv între NATO și forțele Pactului de la Varșovia, care izbucnește în 1985. Despre Testamentul lui Petru cel Mare Hackett a scris:
Țarul Petru cel Mare în 1725, la scurt timp după anexarea a cinci provincii persane și a orașului Baku, și chiar înainte de a muri, a cerut succesorilor săi să repete cuvintele: „Cred cu tărie că Statul Rusia va putea aduce întreaga Europă sub suveranitatea rusă... trebuie să vă extindeți întotdeauna spre Marea Baltică și spre Marea Neagră[...]” În 1985, Petru cel Mare, mistic-absolutist, ar fi putut admite, dacă ar fi fost conștient de evenimente, că uzurpatorii dialectico-materialiști ai Kremlinului i-au îndeplinit planurile destul de bine.

## Legături externe
- Textul Testamentului lui Petru cel Mare, romanialibera.ro